# Zunft zu Safran (Basel)

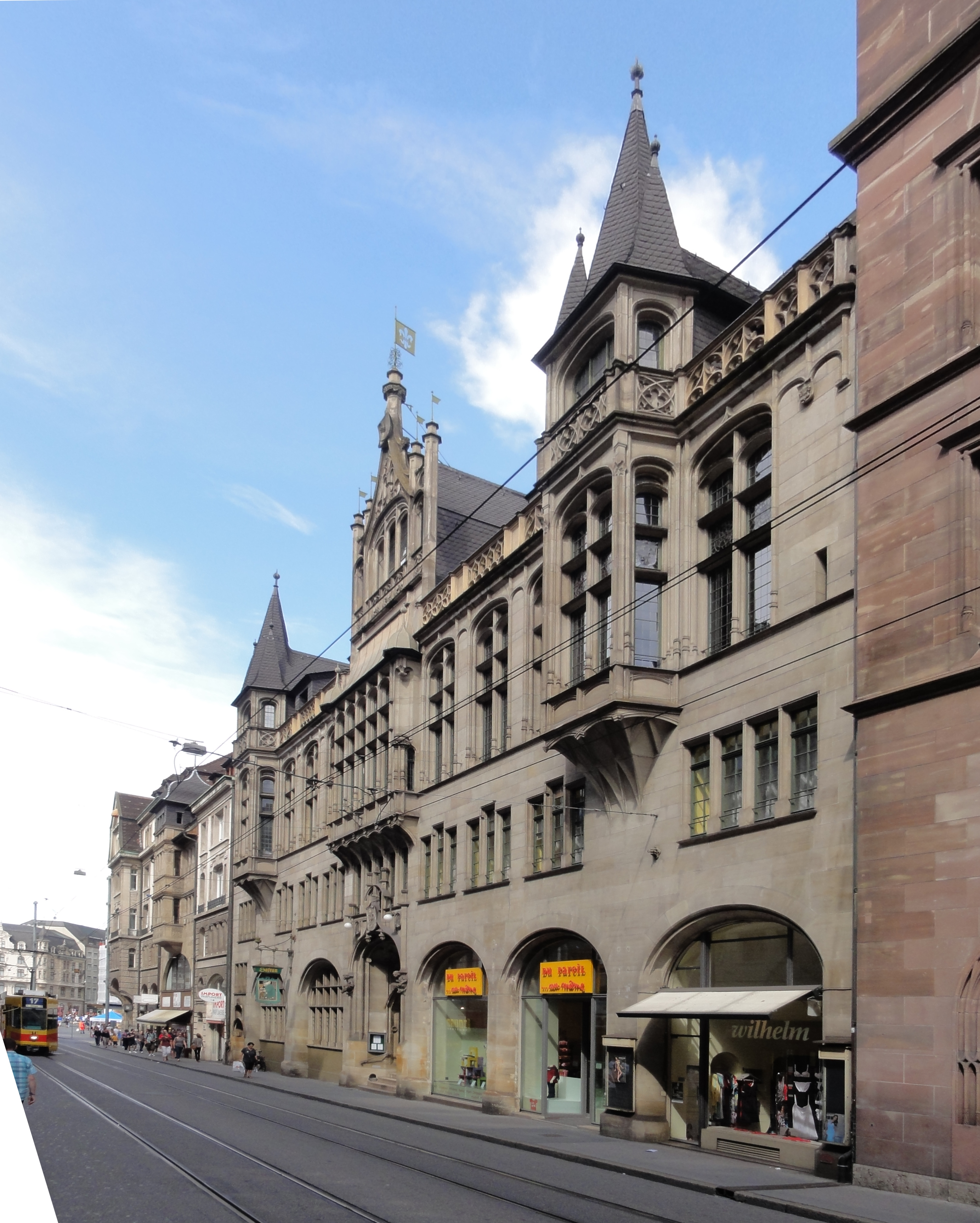
Gerbergasse 11, Sitz der E. E. Zunft zu Safran

E. E. Zunft zu Safran ist eine öffentlich-rechtliche Korporation der Stadt Basel und eine der vier Basler Herrenzünfte. Sie war seit jeher eine Sammelkorporation, die unterschiedliche Berufsstände in sich vereinigte und noch heute allen Berufsständen offensteht.

## Anmerkung
1. ↑  E. E. steht für Eine Ehren